# Metropolitana de Porto Alegre
Metropolitana de Porto Alegre è una mesoregione del Rio Grande do Sul in Brasile.
È una suddivisione creata puramente per fini statistici, pertanto non è un'entità politica o amministrativa.

## Microregioni
È suddivisa in 6 microregioni per un totale di 98 comuni:
- Camaquã
- Gramado-Canela
- Montenegro
- Osório
- Porto Alegre
- São Jerônimo